# チャンギ車両基地
座標: 北緯1度19分46.67秒 東経103度57分27.33秒 / 北緯1.3296306度 東経103.9575917度

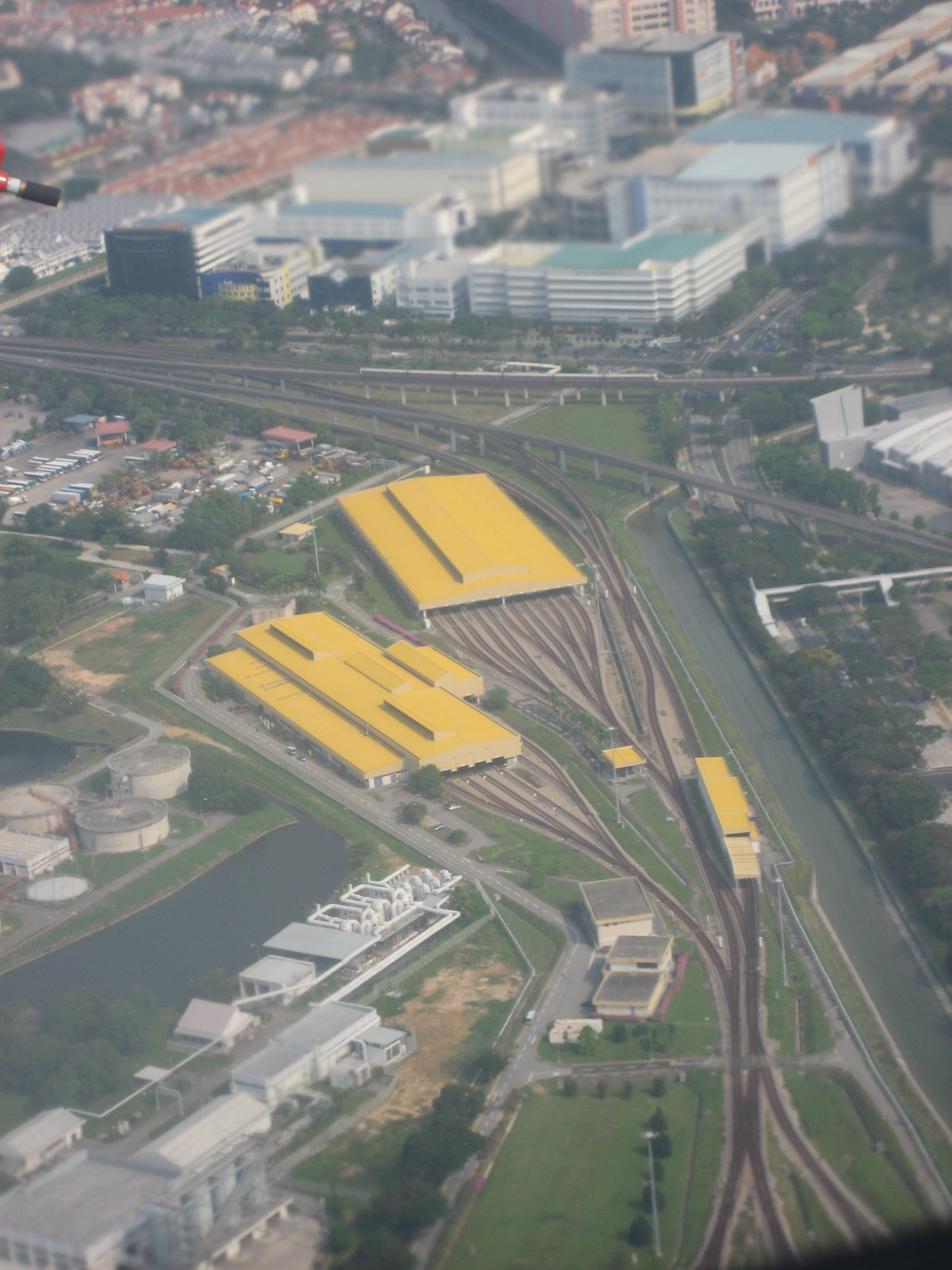
上空から見たチャンギ車両基地

チャンギ車両基地はシンガポールのMRTの車両基地のひとつである。

## 概要
エキスポ駅の近くに存在し、35編成（30編成が営業中）を格納できる留置線をもつ。MRT東西線とMRT南北線の検査場を併せ持ち、敷地は25万m2。
この車両基地はMRT東西線が開通した1980年代の東西線の開通と共に完成し、このチャンギ車両基地に入る車両はタナ・メラ駅より入線する。